# Snabisch
Snabisch, anteriormente conocido como Snabisch Creator, es un productor de música electrónica, originario de la ciudad de Orihuela, en la provincia de Alicante, España.
Desde que era niño mostró interés por la música, ya que sus primeros pasos en la música los realizó en un órgano eléctrico de la marca WELSON que sus padres le habían obsequiado cuando era pequeño. Por ese entonces su meta era recrear cualquier tipo de sonido o efecto especial en un teclado, pero al descubrir que no era muy hábil con los dedos, empezó a enfocarse en producir música prescindiendo del mismo.
Toda su música puede encontrarse sin cargos en plataformas como Jamendo y Archive.org. Sus trabajos generalmente son de licencia copyleft, producidos de igual forma con samples vocales y VSTs con este mismo tipo de licencia.
A la fecha cuenta con más de diecisiete álbumes musicales, todos disponibles gratuitamente bajo la consigna de la Música Libre. 

## Biografía
Bajo la premisa de encontrar un sistema que le permitiera introducir los datos a una computadora para que esta ejecutara las piezas como él las imaginaba, empezó a obtener diversos equipos con los cuales poco a poco realizaba sus primeras canciones y definía su estilo.
Años más tarde, pudo adquirir una computadora a la cual le añadió una tarjeta de sonido Gravis Ultrasound. A esta le instaló el programa Impulse Tracker, donde creó sus "Mejores" temás clásicos.
Junto con un vecino llamado Richard y otro llamado Jorge, formó un grupo a finales de los años 90. Junto a ellos produjo algunas canciones. Después conoció a un chico llamado Francisco y con él 
colaboró para la producción de música Dance. En colaboración con él realizó canciones entre los años 1996 y 2001. Durante esta época produjo los álbumes Classic 97 1 y 2 (1997), Classic 98 1, 2 y 3 (1998), Classic 99 (1999), Classic 2000 1 y 2 (2000) y Classic 2001 (2001).
Luego de varios años y álbumes producidos con el Impulse Tracker, y teniendo que hacer frente a contratiempos inesperados, descubre el programa FL Studio y lo convierte en su herramienta principal de trabajo, programa que según él: "Nunca lo ha decepcionado".

"Con este programa descubrí una serie de posibilidades que nunca antes me habría imaginado.
Una de las cosas que más me gustó fue la facilidad que me daba a la hora de utilizar instrumentos virtuales"

Posteriormente continua produciendo álbumes donde desarrolla un estilo propio de producción en el dance. Entre estos podemos encontrar Satisfy (2010), Electronicoal (2011) y Checkout (2012) en los cuales presenta canciones bailables y de listening. Igualmente se ha aventurado con géneros diferentes al electrónico, como es el caso de su álbum Mismo Perro, Distinto Collar (2012) en donde nos presenta 5 tracks de rock + 5 tracks chillout producidos completamente en computadora. En 2012 publicó el EP Piano Moments: Miguel Hernández cuyas canciones de piano suave están dedicadas a su coterráneo, el poeta: Miguel Hernández. Este último álbum musical fue destacado por la página web oficial de la Universidad Nacional de Educación Pública Estatal Española a Distancia (UNED). En el apartado dedicado a la figura de MIGUEL HERNÁNDEZ, "Poemas musicalizados y discografía". Fue incluido también en la obra literaria del escritor y colaborador de Radio Nacional de España Fernando González Lucini, en su libro: "MIGUEL HERNÁNDEZ ...Y su palabra se hizo música".
En 2013 continúa produciendo y lanza en Jamendo dos nuevos álbumes Sampler con canciones de corta duración. Colors y Music For Videogames Este último con canciones sencillas, algunas de estilo 8-bit y principalmente enfocado al mercado de la musicalización de videojuegos. A mediados de ese año lanza su canción The Diva Dance y a finales, realiza los temas Techno Party 1 Y Techno Party 2 que lanzó en su cuenta oficial de Hispasonic.
Desde mediados del año 2014, algunos de sus trabajos están disponibles en la plataforma musical iTunes Trabajos como Mismo Perro, Distinto Collar y sencillos como The Diva Dance, Hipnotic y Follow ya se pueden comprar a través de la plataforma.
A partir de entonces, su trabajo se volvió un tanto irregular, con producciones mensuales que empezaron a engordar una discografía personal de más de mil canciones. Pero que se fueron quedando en su disco duro. 
Inspirado por los viejos temas chiptune de los videojuegos que acompañaron su infancia y adolescencia empezó a trabajar duro con estos géneros y dio un giro completamente distinto a sus creaciones, siendo estas diseñadas para servir como música de fondo de diversos videojuegos. Hasta la fecha 200 videojuegos que se sepa contienen al menos alguna de sus producciones. Más de un millón de videojuegos vendidos en diversas plataformas tienen algo del espíritu Snabisch. Llevándose la palma la banda sonora compuesta para el videojuego The Adventures of Yulpers! con el que ha conseguido vender millones de canciones al distribuirse esta a través de dos famosísimos Bundles.
El mayor logro de Snabisch ha sido que una de las series de televisión más vistas de la historia, una serie de origen brasileño, con un guion de Rosane Svartman y Paulo Halm inspirada en la obra de teatro Pigmalión, estrenada en noviembre del 2015 y transmitida por Rede Globo, capaz de cautivar en su primer día a más de 39 millones de espectadores. Dicha serie incluyó en su banda sonora una de sus canciones. La serie "Totalmente Demais" ("Totalmente D+ o Totalmente Diva en español) fue nominada en el 2017 a los Premios Emmy Internacional como mejor Telenovela. Ha sido retransmitida en más de 130 países (entre ellos Chile, Portugal, Estados Unidos, Australia, Israel o la India). Y se ha convertido por derecho propio en una de las series más vistas de la historia de la televisión brasileña. La música de Snabisch aparece en cuatro ocasiones, momentos muy destacados de la serie como fueron el esperado beso de reconciliación entre Jonathan y Eliza, apareciendo justo antes y justo después del instante mágico. O en la toma de control de la dirección de la revista de la eterna enemiga de Carolina Castillo, la despiada periodista del cotilleo Lorena Domingos.
En mayo de 2022, un videojuego diseñado para plataformas móviles, el juego ARCADIA de Raffaele D´Amato, al que le había compuesto algunas canciones en exclusiva, se colocó en segunda posición en el ranking de los más valorados del mundo en el género "casual" para APPLE WATCH y también en segunda posición en el género "recreativos", en tercera posición en categoría "acción", en la APPLE STORE. Es de destacar que compitiendo con grandes como GTA SAN ANDREAS, el mismísimo MINECRAFT , APALABRADOS, MONOPOLY, consiguió situarse en decimoprimera posición en la categoría general de "juegos".

## Discografía
| Álbumes De Estudio - The Power of My Sound (2015) - Punto y Calla (2014) - Mismo Perro, Distinto Collar (2012) - Checkout (2012) - Elektronicoal 2 (2011) - 25º Aniversario (2011) - The Best Moments (2011) - Elektronicoal (2011) - Satisfy (2010) - The Best Moments, again (2010) - Old Experience (2010) - Sensations (2009) - New Experience (2009) - Dreaming (2008) - Classic 2001 (2001) - Classic 2000 2 (2000) - Classic 2000 1 (2000) - Classic 99 (1999) - Classic 98 3 (1998) - Classic 98 2 (1998) - Classic 98 1 (1998) - Classic 97 2 (1997) - Classic 97 1 (1997) EP - Spanish Techno (1999) - All Soundtracker Tribute (2005) - Old Way (2010) - Piano Moments: Miguel Hernández (2012) | Sencillos - Follow - Techno Party 2 - Techno Party - The Diva Dance - La Madriguera - Take Of Contact (Snabisch & soundway) - Strike It Up - Akiam Dance - Melody Man (Jandokan Y Snabisch) - Dreams Creator (Jandokan Y Snabisch) - One Night With Susan - I Feel The Bite - Select Keys (Jandokan Y Snabisch + Felipe) - The Invaders (Jandokan Y Snabisch) - Dual Deck - Two Girls To Repair - Out Of My - Una Sola Vez - Dreaming - Suave Y Dulce - Leave Me - Nines - The Organ - My Sad Heart - Feels My Light - Hands Of Fate - Too Much Nearby - Nines (Original) |